# Stony Brook Harbor
Der Stony Brook Harbor ist eine sumpfige Nebenbucht der zum Long Island Sound gehörenden Smithtown Bay an der Nordküste von Long Island. Früher wurde sie auch Three Sisters Harbor genannt.

## Geographie
Sie wird zum Sund hin von einer Long Beach genannten Dünenhalbinsel, die zu Nissequogue gehört, getrennt. Der Durchlass ist etwa 130 Meter breit. Am Südufer liegen die Orte Head of the Harbor und Stony Brook. Der Zufluss West Meadow Creek im Nordosten der Bucht macht den zu Old Field gehörenden Strand West Meadow Beach zu einer weiteren Halbinsel. Ein weiterer, kleinerer Zufluss ist der von Süden kommende Stony Brook Creek; jahreszeitabhängig gibt es noch einen weiteren Bach an der Südwestspitze.
Die Bucht hat eine Gesamtfläche von etwa 4,8 km², wovon 3,0 km² offenes Wasser sind. Der Rest gehört zu mehreren Inseln, von denen Youngs Island die größte ist, oder ist weitgehend festes Sumpfland. Die Küstenlinie ist etwa 23 km lang. Die Bucht verspürt starke Gezeiten, bei Ebbe beträgt die Durchschnittstiefe nur etwa 0,9 m. 

## Entstehung
Die Bucht geht auf ein vor 60 bis 70 Millionen Jahren entstandenes Flusstal zurück, das dann im Pleistozän durch Gletscher ausgeweitet und eingeebnet wurde. Die Sandanschwemmungen von Long Beach und West Meadow Beach entstanden dann nach dem Rückgang der Vergletscherung durch in Nissequogue von Wellen und Strömungen abgetragenes Material und verschlossen so die Bucht.

## Natur
Der Bewuchs besteht großenteils aus Salzwiesen, insbesondere Schlickgräsern. Die dominierende Spezies ist Spartina alterniflora, auch Spartina patens und Distichlis spicata sind verbreitet. Zahlreiche Jungfische von Arten wie Wolfsbarschen (Morone saxatilis), Blaufisch, Atlantischem Menhaden (Brevoortia tyrannus) und Schollen (Pseudopleuronectes americanus, Paralichthys dentatus) wachsen hier auf.

## Nutzung

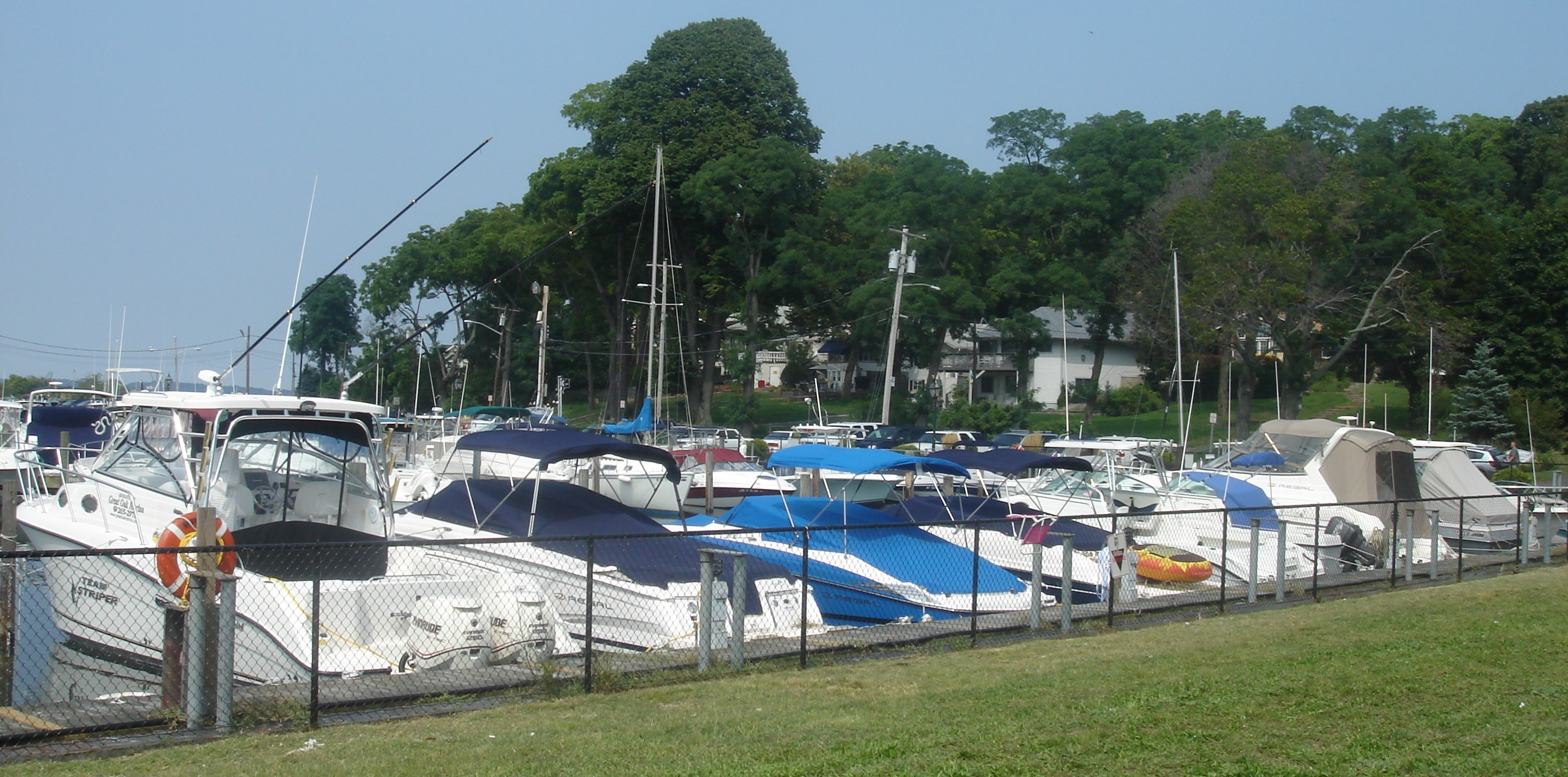
Yachthafen in Stony Brook

Die Bucht wird vom Staat New York sowohl als Natural District als auch wegen der umliegenden Ortschaften als Historic District geführt. Am Ufer von Stony Brook befinden sich ein Yachthafen und ein kleiner städtischer Badestrand namens Sand Street Beach, ansonsten wird die Bucht auch zum Angeln und Wassersport genutzt. Von Industrie ist sie völlig unberührt.